# Армешешть (Вилча)
Армешешть, Армешешті (рум. Armășești) — село у повіті Вилча в Румунії. Входить до складу комуни Чернішоара.
Село розташоване на відстані 176 км на захід від Бухареста, 30 км на захід від Римніку-Вилчі, 78 км на північ від Крайови, 143 км на південний захід від Брашова.

## Населення
За даними перепису населення 2002 року у селі проживали 682 особи, усі — румуни. Усі жителі села рідною мовою назвали румунську.